# Mayana Moura
Mayana de Moura Carvalho (Rio de Janeiro, 29 de agosto de 1982) é uma atriz e cantora brasileira.

## Carreira
Em 2010, interpretou a personagem de maior destaque da sua carreira como atriz, a mimada Melina Gouveia, em Passione de Silvio de Abreu. Entre 2018 e 2019, interpreta, Satanás, o grande personagem antagônico da telenovela Jesus. 

## Filmografia

### Televisão
| Ano  | Título               | Personagem                  | Nota                                      |
| ---- | -------------------- | --------------------------- | ----------------------------------------- |
| 2006 | Minha Nada Mole Vida | Kika                        | Episódio: "Que Vença o Melhor"            |
| 2008 | Casos e Acasos       | Penélope                    | Episódio: "O Teste, o Gato e o Rejeitado" |
| 2008 | A Favorita           | Elaine Azevedo              | Episódio: 23 de outubro de 2008           |
| 2010 | Passione             | Melina Gouveia              |                                           |
| 2011 | Força-Tarefa         | Vivian                      | Episódio: "O Rio é uma Festa"             |
| 2012 | Guerra dos Sexos     | Veruska Maldonado           |                                           |
| 2015 | Buuu                 | Orinde                      | Episódio: "Pó de Ouro"                    |
| 2017 | Tempo de Amar        | Carolina Delamare de Sobral |                                           |
| 2018 | Jesus                | Satanás                     | coprotagonista                            |
| 2022 | Reis                 | Rispa                       | Fase: "A Ingratidão"                      |

### Cinema
| Ano  | Título            | Papel         |
| ---- | ----------------- | ------------- |
| 2006 | 14 Bis            | Gisele        |
| 2008 | Eletrotorpe       | Clara         |
| 2010 | Elvis e Madona    | Cândida       |
| 2013 | O Tempo e o Vento | Luzia Cambará |

## Teatro
| Ano  | Título                       | Papel   |
| ---- | ---------------------------- | ------- |
| 2015 | Nine - Um Musical Felliniano | Claudia |

## Prêmios e indicações
| Ano  | Prêmio                | Categoria              | Trabalho | Resultado | Ref.  |
| ---- | --------------------- | ---------------------- | -------- | --------- | ----- |
| 2010 | Melhores do Ano       | Melhor Atriz Revelação | Passione | Indicada  | [ 6 ] |
| 2011 | Prêmio Contigo! de TV | Revelação da TV        | Passione | Venceu    | [ 7 ] |
| 2018 | Prêmio Contigo! de TV | Melhor Atriz           | Jesus    | Indicada  |       |